# Monaster Narodzenia Matki Bożej w Bielowskich Chutorach
Monaster Narodzenia Matki Bożej – prawosławny klasztor żeński w Bielowskich Chutorach (rejon rówieński), w jurysdykcji eparchii rówieńskiej Ukraińskiego Kościoła Prawosławnego Patriarchatu Moskiewskiego. 

## Historia
Monaster został założony w 1927 jako męski skit przez Sobór Biskupów Polskiego Autokefalicznego Kościoła Prawosławnego. Przyczyną tej decyzji było cudowne odnowienie się kopii ikony Matki Bożej „Poszukiwanie Zaginionych” należącej do rodziny Nadiechi. Cud ten miał mieć miejsce w domu właścicieli obrazu między 11 a 17 kwietnia 1927, na oczach wielu świadków. Następnie według PAKP przed ikoną doszło do uzdrowień. Do miejscowości przybył wówczas hieromnich Sawa (Sowietow), który na prośbę miejscowych wiernych podjął działania na rzecz organizacji prawosławnego sanktuarium. Zbiórka pieniędzy i środków na budowę cerkwi przyniosła szybkie efekty; jeszcze w tym samym roku Komitet Budowy Cerkwi zgromadził 30 tys. złotych, 50 tys. palonych cegieł i ocynkowaną blachę. Synod PAKP, sankcjonując organizację skitu, nadał mu równocześnie prawo stauropigii. Poświęcenie fundamentów cerkwi i skitu miało miejsce w lipcu 1928, ceremonii przewodniczył biskup krzemieniecki Szymon. Ten sam hierarcha poświęcił gotowy obiekt 8 października tego samego roku, w asyście 70 kapłanów i 17 tys. pielgrzymów, którzy przybyli do Bielowskich Chutorów w procesjach ze swoich cerkwi parafialnych. Przełożonym skitu został ihumen, a następnie archimandryta Meliton (Jarmuś), z inicjatywy którego w latach 1931–1932 wzniesiono na jego terenie dom pielgrzyma. W 1933 otwarto nową główną cerkiew monasterską pod wezwaniem Ikony Matki Bożej „Godne Jest”. Kopię tejże ikony przekazał dla skitu w Bielowskich Chutorach skit św. Andrzeja, jedna ze wspólnot Athosu. W dalszych latach w skicie wzniesiono obiekty gospodarcze, zaś od 1935 wspólnota prowadziła folwark w Gołyszewie. Mnisi utrzymywali się z prowadzenia gospodarstwa, sprzedaży dewocjonaliów i z dobrowolnych datków. Monaster w Bielowskich Chutorach był jedynym klasztorem zorganizowanym i otwartym przez Polski Autokefaliczny Kościół Prawosławny w okresie międzywojennym. 
W 1950 władze radzieckie zamknęły monaster, zezwalając jedynie na prowadzenie w jego cerkwi prawosławnej parafii. W 1992 klasztor został reaktywowany jako żeński.